# Buffelsrivier (KwaZoeloe-Natal)
Buffelsrivier, ook bekend als Mzinyathi  is een rivier in KwaZoeloe-Natal, Zuid-Afrika. Het is een zijrivier van de Tugela.
In de 19e eeuw gold de rivier als een grens tussen Natal en het Zoeloekoninkrijk.